# Joy Packer
Joy Packer, född 1905, död 1977, var en sydafrikansk författare.
Hon skrev ett tiotal romantiska romaner, där hon på ett skickligt sätt blandade in sina erfarenheter av brittisk imperialism såväl som sydafrikansk liberalism under apartheid.
Bland hennes mest kända romaner märks Vindalen (1959), Mannen i gränden (1964), Döm inte kärleken (1969) och Främling i familjen (1970).

### Verk översatta till svenska
- Under Södra korset (Apes and Ivory, 1953) (översättning Tore Zetterholm och Charlie Wetterström, Almqvist & Wiksell/Geber, 1955 Libris 1445417)
- Vindalen (The Valley of the Vines, 1955) (översättning Nils Jacobsson, AWE/Geber, 1956 Libris 2070535)
- -ej heller månen om natten (Nor the moon by night, 1957) (översättning Margareta Ångström, Söderström, 1958 Libris 2068242)
- Det stulna ögonblicket (The High Roof, 1959) (översättning av Nils Jacobsson, Geber, 1960 Libris 1777952)
- Glasväggen (The Glass Barrier, 1961) (översättare ej känd, Geber, 1961 Libris 1956901)
- Mannen i gränden (The Man In The Mews, 1964) (översättare ej känd, Geber, 1965 Libris 1956904)
- Döm inte kärleken (The Blind Spot, 1967) (översättning Lisa Rothstein, Geber, 1968 Libris 1777954)
- Främling i familjen (Leopard in the Fold, 1969) (översättare ej känd, Geber, 1970 Libris 1956762)
- Veronica (Veronica: A novel, 1970) (översättare ej känd, Geber, 1971 Libris 1956905)
- Bumerang (Boomerang, 1972) (översättare ej känd, Geber, 1973 Libris 7218042)